# Campeonato Paranaense de Futebol - Terceira Divisão
A Terceira Divisão do Campeonato Paranaense de futebol, também conhecida como Terceirona, se caracteriza por ser um dos mais tradicionais certames do estado, reunindo o terceiro nível do futebol paranaense. Disputada desde 1991, sua organização é de competência da Federação Paranaense de Futebol.

## Participantes em 2023
| Baixa | Equipes rebaixadas da Segunda Divisão de 2022 |

| Equipe             | Cidade            | Campanha em 2022 | Títulos        |
| Arapongas          | Arapongas         | 4º lugar         | 0 (não possui) |
| Batel              | São Mateus do Sul | 5º lugar         | 0 (não possui) |
| Cambé              | Cambé             | 9° lugar         | 0 (não possui) |
| Campo Mourão       | Campo Mourão      | 12º lugar        | 0 (não possui) |
| Hope Internacional | Campo Largo       | 11° lugar        | 0 (não possui) |
| Nacional-PR        | Rolândia          | 7º lugar         | 1 (2018)       |
| Iraty              | Irati             | 10º lugar        | 1 (2016)       |
| Paranavaí          | Paranavaí         | 8° lugar         | 0 (não possui) |
| Portuguesa-PR      | Londrina          | 13º lugar        | 0 (não possui) |
| Prudentópolis      | Prudentópolis     | 10° lugar        | 1 (2008)       |
| Rolândia           | Rolândia          | 6º lugar         | 0 (não possui) |

## Campeões
| Edição | Ano        | Campeão                               | Vice                                  | Terceiro colocado                    | Quarto colocado                       |
| ------ | ---------- | ------------------------------------- | ------------------------------------- | ------------------------------------ | ------------------------------------- |
| 1ª     | 1915       | Britânia (Curitiba)                   | Desconhecido                          | Desconhecido                         | Desconhecido                          |
| —      | 1916– 1990 | Não disputado                         | Não disputado                         | Não disputado                        | Não disputado                         |
| 2ª     | 1991       | Ubiratã (Ubiratã)                     | Caxias (Palmas)                       | Jataizinho (Jataizinho)              | Cambé (Cambé)                         |
| —      | 1992–1996  | Não disputado                         | Não disputado                         | Não disputado                        | Não disputado                         |
| 3ª     | 1997       | Prudentópolis (Prudentópolis)         | Caxias (Palmas)                       | Concórdia ( Marechal Cândido Rondon) | Umuarama (Umuarama)                   |
| 4ª     | 1998       | Nacional (Rolândia)                   | Cintos Mima(1) (Colorado)             | Assahi (Assaí)                       | Toledo (Toledo)                       |
| 5ª     | 1999       | Telêmaco Borba (Telêmaco Borba)       | Ferroviário (Jaguariaíva)             | Paranavaí (Paranavaí)                | Cianorte (Cianorte)                   |
| 6ª     | 2000       | Renove (Fazenda Rio Grande)           | Tamandaré (Almirante Tamandaré)       | Iguaçu (União da Vitória)            | Ypiranga (Palmeira)                   |
| 7ª     | 2001       | Águia (Mandaguari)                    | Arapongas (Arapongas)                 | SOREC (Cascavel)                     | Roma Apucarana (Apucarana)            |
| 8ª     | 2002       | Dois Vizinhos (Dois Vizinhos)         | ADAP (Campo Mourão)                   | Araucária (Araucária)                | Platinense (Santo Antônio da Platina) |
| 9ª     | 2003       | Sport Paraná (Formosa do Oeste)       | Platinense (Santo Antônio da Platina) | Comercial (Cornélio Procópio)        | Centro Paranaense (Curitiba)          |
| —      | 2004–2007  | Não disputado                         | Não disputado                         | Não disputado                        | Não disputado                         |
| 10ª    | 2008       | Serrano(2) (Prudentópolis)            | São José (São José dos Pinhais)       | Arapongas (Arapongas)                | Platinense (Santo Antônio da Platina) |
| 11ª    | 2009       | Pato Branco (Pato Branco)             | FC Cascavel (Cascavel)                | Tigrão de Umuarama (Umuarama)        | Jacarezinho (Jacarezinho)             |
| 12ª    | 2010       | Maringá FC (Maringá)                  | Iguaçu (União da Vitória)             | Junior Team (Londrina)               | Andraus (Campo Largo)                 |
| 13ª    | 2011       | Junior Team (Londrina)                | Cincão (Londrina)                     | GRECAL (Campo Largo)                 | Grêmio Maringá (Maringá)              |
| 14ª    | 2012       | Francisco Beltrão (Francisco Beltrão) | Colorado (Colorado)                   | PSTC (Londrina/Cambé)                | São José (São José dos Pinhais)       |
| 15ª    | 2013       | FC Cascavel (Cascavel)                | São José (São José dos Pinhais)       | Pato Branco (Pato Branco)            | Portuguesa Londrinense (Londrina)     |
| 16ª    | 2014       | Andraus (Campo Largo)                 | Pato Branco (Pato Branco)             | Batel (Guarapuava)                   | Portuguesa Londrinense (Londrina)     |
| 17ª    | 2015       | Cascavel CR (Cascavel)                | Cambé (Cambé)                         | Grêmio Maringá (Maringá)             | Colorado (Colorado)                   |
| 18ª    | 2016       | União (Francisco Beltrão)             | Iraty (Irati)                         | Independente (São José dos Pinhais)  | Campo Mourão (Campo Mourão)           |
| 19ª    | 2017       | Independente (São José dos Pinhais)   | Rolândia (Rolândia)                   | Batel (Guarapuava)                   | Verê (Verê)                           |
| 20ª    | 2018       | Nacional (Rolândia)                   | Apucarana Sports (Apucarana)          | Grêmio Maringá (Maringá)             | Verê (Verê)                           |
| 21ª    | 2019       | Andraus (Campo Largo)                 | Arapongas (Arapongas)                 | Araucária (Araucária)                | Azuriz (Marmeleiro)                   |
| 22ª    | 2020       | Iguaçu (União da Vitória)             | Verê (Verê)                           | Paranavaí (Paranavaí)                | Campo Mourão (Mamborê)                |
| 23ª    | 2021       | Galo Maringá (Maringá)                | Foz do Iguaçu (Foz do Iguaçu)         | Laranja Mecânica (Arapongas)         | Iraty (Irati)                         |
| 24ª    | 2022       | Grêmio Maringá (Maringá)              | Patriotas (Curitiba)                  | Araucária (Araucária)                | Arapongas (Arapongas)                 |
| 25ª    | 2023       | Paranavaí (Paranavaí)                 | Nacional (Rolândia)                   | Campo Mourão (Campo Mourão)          | Prudentópolis (Prudentópolis)         |
| 26ª    | 2024       | Batel (Guarapuava)                    | Toledo (Toledo)                       | Arapongas (Arapongas)                | Hope Internacional (Campo Largo)      |
| 27ª    | 2025       | A definir                             | A definir                             | A definir                            | A definir                             |

### Títulos por equipe
| Clube                                 | Campeão | Anos dos Títulos | Vice | Anos dos Vices |
| ------------------------------------- | ------- | ---------------- | ---- | -------------- |
| Nacional (Rolândia)                   | 2       | 1998, 2018       | 1    | 2023           |
| Andraus (Campo Largo)                 | 2       | 2014, 2019       | 0    |                |
| Pato Branco (Pato Branco)             | 1       | 2009             | 1    | 2014           |
| FC Cascvel (Cascavel)                 | 1       | 2013             | 1    | 2009           |
| Iguaçu (União da Vitória)             | 1       | 2020             | 1    | 2010           |
| Britânia (Curitiba)                   | 1       | 1915             | 0    |                |
| Ubiratã (Ubiratã)                     | 1       | 1991             | 0    |                |
| Prudentópolis (Prudentópolis)         | 1       | 1997             | 0    |                |
| Telêmaco Borba (Telêmaco Borba)       | 1       | 1999             | 0    |                |
| Renove (Fazenda Rio Grande)           | 1       | 2000             | 0    |                |
| Águia (Mandaguari)                    | 1       | 2001             | 0    |                |
| Dois Vizinhos (Dois Vizinhos)         | 1       | 2002             | 0    |                |
| Sport Paraná (Formosa do Oeste)       | 1       | 2003             | 0    |                |
| Prudentópolis (Prudentópolis)         | 1       | 2008             | 0    |                |
| Maringá (Maringá)                     | 1       | 2010             | 0    |                |
| Junior Team (Londrina)                | 1       | 2011             | 0    |                |
| Francisco Beltrão (Francisco Beltrão) | 1       | 2012             | 0    |                |
| Cascavel CR (Cascavel)                | 1       | 2015             | 0    |                |
| União (Francisco Beltrão)             | 1       | 2016             | 0    |                |
| São Joseense (São José dos Pinhais)   | 1       | 2017             | 0    |                |
| Galo Maringá (Maringá)                | 1       | 2021             | 0    |                |
| Grêmio Maringá (Maringá)              | 1       | 2022             | 0    |                |
| Paranavaí (Paranavaí)                 | 1       | 2023             | 0    |                |
| Batel (Guarapuava)                    | 1       | 2024             | 0    |                |
| Caxias (Palmas)                       | 0       |                  | 2    | 1991, 1997     |
| Colorado (Colorado)                   | 0       |                  | 2    | 1998, 2012     |
| São José (São José dos Pinhais)       | 0       |                  | 2    | 2008, 2013     |
| Arapongas (Arapongas)                 | 0       |                  | 2    | 2001, 2019     |
| Ferroviário (Jaguariaíva)             | 0       |                  | 1    | 1999           |
| Tamandaré (Almirante Tamandaré)       | 0       |                  | 1    | 2000           |
| ADAP (Campo Mourão)                   | 0       |                  | 1    | 2002           |
| Platinense (Santo Antônio da Platina) | 0       |                  | 1    | 2003           |
| Cincão (Londrina)                     | 0       |                  | 1    | 2011           |
| Cambé (Cambé)                         | 0       |                  | 1    | 2015           |
| Iraty (Irati)                         | 0       |                  | 1    | 2016           |
| Rolândia (Rolândia)                   | 0       |                  | 1    | 2017           |
| Apucarana Sports (Apucarana)          | 0       |                  | 1    | 2018           |
| Verê (Verê)                           | 0       |                  | 1    | 2020           |
| Foz do Iguaçu (Foz do Iguaçu)         | 0       |                  | 1    | 2021           |
| Patriotas (Curitiba)                  | 0       |                  | 1    | 2022           |
| Toledo (Toledo)                       | 0       |                  | 1    | 2024           |

* Em itálico, clubes extintos. 

### Títulos por cidade
| Cidade                   | Títulos | Vices |
| ------------------------ | ------- | ----- |
| Maringá                  | 3       | 0     |
| Rolândia                 | 2       | 2     |
| Cascavel                 | 2       | 1     |
| Prudentópolis            | 2       | 0     |
| Francisco Beltrão        | 2       | 0     |
| Campo Largo              | 2       | 0     |
| Curitiba                 | 1       | 1     |
| Pato Branco              | 1       | 1     |
| União da Vitória         | 1       | 1     |
| Londrina                 | 1       | 1     |
| São José dos Pinhais     | 1       | 1     |
| Ubiratã                  | 1       | 0     |
| Telêmaco Borba           | 1       | 0     |
| Fazenda Rio Grande       | 1       | 0     |
| Mandaguari               | 1       | 0     |
| Dois Vizinhos            | 1       | 0     |
| Formosa do Oeste         | 1       | 0     |
| Paranavaí                | 1       | 0     |
| Guarapuava               | 1       | 0     |
| Palmas                   | 0       | 2     |
| Colorado                 | 0       | 2     |
| Arapongas                | 0       | 2     |
| Jaguariaíva              | 0       | 1     |
| Almirante Tamandaré      | 0       | 1     |
| Campo Mourão             | 0       | 1     |
| Santo Antônio da Platina | 0       | 1     |
| Cambé                    | 0       | 1     |
| Irati                    | 0       | 1     |
| Apucarana                | 0       | 1     |
| Verê                     | 0       | 1     |
| Foz do Iguaçu            | 0       | 1     |
| Toledo                   | 0       | 1     |